# Рез (Код Лиоко)
Рез (фр. Clap de fin) је осма епизода прве сезоне серије Код Лиоко.

## Опис
Ова епизода почиње филмом који се приказује ученицима Кадика. Сцена представља злог ванземаљца како напада младу жену. Ванземаљац бива убијен од стране главног лика, а филм се завршава са двоје у рукама једно другог. Џереми тврди да је филм био идиотичан, Улрик мисли да је био кул, Од је волео специјалне ефекте, а Јуми мисли да је био страшан. Затим је господин Делмас најавио да је присутан редитељ и писац филма, Џејмс Финсон. Финсон добија прилику да ученицима потпише аутограме и схвата да ће ускоро користити своју стару фабрику за свој најновији филм, али са спојем научне фантастике и ужаса.
Финсона води Улрик на обилазак фабрике и он каже да се место распада, да негде постоји радиоактивни уранијум и да њиме обитавају глодари, све како би спречио да филмска екипа открије суперкомпјутер, а самим тим Лиоко и Ксену. Остатак групе посматра од горе. Финсон уопште није уплашен и пита куда води лифт. Улрик каже да лифт дуго не ради, и редитељ га пита да му буде технички водич, али каже да му директор сигурно неће дозволити да пропусти часове.
Кад су се Финсон и Улрик вратили на академију, Сиси види шансу да манипулише Улриком како би она имала улогу у филму. Херв каже да директор неће одобрити, и сам Финсон био је шокиран при изласку из административне зграде. Сиси каже редитељу да ће убедити оца да пусти Улрика ако она добије улогу. Финсон се слаже и Сиси је брбљала својим савезницима о томе.
Следећег дана, Сиси и Улрик одлазе у фабрику, где су њихови мобилни телефони конфисковани јер Финсон жели да се повеже са спољним светом због цурења медија. Након што га Сиси пореди са пустим острвом, Улрик је у потпуности узнемирен чињеницом да он мора бити тамо. Финсон затим показује екипи модел ванземаљца, чудовиште које је он дизајнирао за филм. Након што Улрик истиче да је сличан ванземаљцу у филму који су гледали, Финсон се нервира.
Током ноћи, Улрик излази из свог и Сисиног шатора у лабораторију, где зове Џеремија, који је раније разговарао са Аелитом. Након што Улрик схвата да га је Сиси пратила, ванземаљац изненадно напада, као да га је запоседнуо Ксена. Њих двоје беже до фабричког пода. Ујутру, Јуми, Џереми и Од се шуњају до фабрике да спасу своје пријатеље, које је ванземаљац заробио љигавом материјом. Јуми их спасава, док Џереми шаље Ода у Лиоко да помогне Аелити.
Финсон и екипа схватају да је модел нестао, као и деца. Прате љигави траг, само како би их такође заробио. Ванземаљац онда јури Јуми, Улрика и Сиси. У Лиоку, Аелиту и Ода нападају стршљени, и успевају да стигну до торња...?
Уместо да буде један, торњева је два. Један је лажан и Ксена га је креирао како би их збунио. Када Аелита улази у један од торњева, Од се девиртуелизује, док Јуми и Улрика гуши вазнемаљац, а Сиси уплакано седи, скамењена од ужаса. Аелита је убеђена да је одабрала погрешан торањ, Џереми изгледа да се помирио са судбином, а Јуми и Улрик се даље гуше. Ипак, торањ је прави и деактивиран је, и Џереми покреће повратак у прошлост.
Вратили су се у време до дела где Финсон додељује аутограме. Уместо да предложи обилазак фабрике, Улрик каже да је тамо већ сниман филм о ванземаљцима. Љут, Финсон зове продуцента и каже му да мења локацију. Он виче на свог подређеног, који гласи да није тамо снимљен филм.

## Емитовање
Епизода је премијерно емитована 22. октобра 2003. у Француској. У Сједињеним Америчким Државама је емитована 28. априла 2004.